# Délinquance juvénile (téléfilm)
Pour les articles homonymes, voir Délinquance juvénile (homonymie).

Délinquance juvénile est une fiction télévisuelle ou téléfilm, anciennement désignée par le nom commun, une dramatique, produite pour l'ORTF, réalisée par Marcel Bluwal et diffusée sur l'unique chaîne de télévision française, le 1er octobre 1957. 

## Soirée thématique
Première partie d'une soirée thématique d'une durée d'une heure, sous la série intitulée Si c'était vous ? ou ancêtre des Dossiers de l'écran, une fiction traite d'un sujet de société. La seconde partie du programme propose une enquête, une analyse, d'un ou plusieurs experts, sociologues, journalistes, pour éclairer la réflexion du téléspectateur. Le journaliste propose aux téléspectateurs de s'exprimer en envoyant un courrier pour traiter un nouveau sujet de société. Le thème de la délinquance juvénile est le tout premier numéro de l'émission.

## La fiction
Dans une banlieue bourgeoise de Paris, monsieur Henri Montel découvre que son fils Jean-Claude, 18 ans, aurait dérobé un scooter. À la révélation de ce délit, toute la famille est confrontée aux raisons et motivations profondes qui ont engendré cette situation. Personne ne semble assumer ses responsabilités dans cette dérive. Voisins, amis, police, juge… La crise familiale se propage. 
À l'issue de la fiction, le journaliste Jean Thévenot traite de la délinquance juvénile avec diverses données et statistiques actualisées.

## Fiche technique
- Réalisation : Marcel Bluwal
- Scénario et dialogues : Marcel Moussy
- Production exécutive : ORTF
- Date de diffusion :  1er octobre 1957 sur l'unique chaîne de télévision française.

## Distribution
- Arlette Didier
- Pierre Massimi
- Jacques Marin
- Patrick Dewaere (sous le nom « Patrick Maurin »)
- Anne Doat
- André Valmy
- Yvette Étiévant
- Alain Nobis
- Lucien Barjon
- Jacques Aveline
- Catherine Gay
- Sylvie Solar
- Negro Verdie
- Camille Fournier
- Fernand Demaury
- Marius Laurey